# 하이델베르크 대학교
루프레히트-카를 하이델베르크 대학교(독일어: Ruprecht-Karls-Universität Heidelberg 루프레히트 카를스 우니베르지테트 하이델베르크[*])는 독일 바덴뷔르템베르크주 하이델베르크에 있는 대학이다. 현재 독일 연방 공화국에서 가장 오래된 대학이며, 프라하 카렐 대학교와 빈 대학교 다음으로, 신성로마제국의 알프스 산맥 북쪽에서는 3번째로 설립된 대학이며 약 630년의 역사를 갖고있다. 1385년 10월 23일에 하이델베르크는 교황 우르바노 6세로부터 대학을 설립할 특권을 얻었으며 1386년 팔츠 선제후였던 루프레히트 1세에 의해서 설립된 이후 몇 백년에 걸쳐 4개의 학부(신학, 법학, 의학, 철학)로 구성되었다. 1890년에 자연과학부가 5번째 학과로 처음으로 독립하여 추가되었다. 1969년에는 16개의 특성화된 학부로 나뉘었다가, 2002년에 다시 새롭게 개편되어 지금의 12 학부로 나뉘었다.

## 역사

### 설립
14세기 중반까지만 해도 독일연방공화국에는 대학이 단 한 곳도 없었다. 1378년 발생한 교회 대분열(Great Schism)로 인해 팔츠(the Electorate of the Palatinate)의 수도였지만 비교적 작은 도시였던 하이델베르크는 자기 지역 고유의 대학교를 설립할 수 있게 되었다. 교회 대분열은 교황 그레고리오 11세(Pope Gregory XI)가 사망한 후 그 해에 두 명의 교황이 선출됨으로써 시작되었다. 프랑스에 의해 선출된 교황 후계자는 아비뇽에 살았었고, 이탈리아 추기경에 의해 선출된 다른 후계자는 로마에 살고 있었는데 각각 아비뇽의 교황 클레멘스(Clemens) 7세와 로마의 교황 우르바누스(Urbanus) 6세이었다. 독일의 대중 지도자들과 종교 지도자들은 로마에 있던 후계자에게 그들의 지지를 보냈었는데 이는 파리에 있던 독일인 학생과 교사가 그 곳을 떠나야만 하는 상황을 초래하게 되었다.
루프레히트 1세는 이 기회를 이용하여 로마 교황청과의 대화를 시작하였는데, 이로 인해 궁극적으로 대학교 설립을 위한 교황의 칙서를 얻게 되었다. 1385년 10월 23일 교황 어번 6세(Pope Urban VI)로부터 일반대학에 관한 설립 허가를 얻은 후, 1386년 6월 26일에 라인강의 영주(Count Palatine) 루프레히트 1세의 명령하에 대학 설립에 관한 최종 결정이 확정되었다. 하이델베르크 대학교는 교황 헌장에 규정된 대로 파리대학교를 모델로 삼았으며 철학, 신학, 법학, 의학의 4개 학부를 포함하고 있었다. 이 중 처음에는 신학부와 철학부에서만 강의가 이루어졌고 법학부는 1386년 말에, 의학부는 1388년에 이르러서 비로소 모습을 갖추게 되었다.
1386년 10월 18일에 하이델베르크 성령교회(Heiliggeistkirche)에서 특별한 사제 성전 대미사(Pontifical High Mass)가 있었는데 이것이 대학교를 설립을 알리는 의식이었다. 1386년 10월 19일에 첫 번째 강의가 개설되었으며 이 강의 덕분에 하이델베르크 대학교는 독일에서 가장 오래된 대학교로 인정받으며 신성로마제국(Holy Roman Empire, 962~1806) 시대에 세 번째로 설립된 대학이 되었다. 1386년 11월에 네덜란드인 마르질리우스(Marsilius of Inghen)가 대학교의 첫 총장으로 선출되었다. 처음으로 부임한 교수들은 파리와 프라하에서 온 사람들이었다. 하이델베르크 대학교는 창립 직후 대학 직인과 총장 직인 두 개를 만들어 사용했다. 대학 직인에는 사도 베드로가 대학의 수호성인으로 새겨져 있다. 이것은 오늘날 하이델베르크 대학의 직인과 로고로 쓰이고 있다. 그리고 총장 직인에는 팔츠의 사자가 일어서서 펼쳐진 책을 들고 있는데 그 책에 라틴어로 ‘셈페르 아페르투스’이라는 문구가 새겨져 있다. 이는 하이델베르크 대학교의 슬로건이 되었다.
대학교는 빠르게 성장하여 1390년 3월에 185명의 학생이 등록하기에 이른다.

### 초기 발전
1414년에서 1418년 사이에 하이델베르크 대학교의 신학 및 법학 교수들이 콘스탄스 의회(Council of Constance)에 참가하였는데, 당시 황제의 대표이면서 그 지역의 최고 치안판사로서 의회에 참석했던 루이스 3세(Louis III )의 고문 역할을 담당하였다. 이는 하이델베르크 대학교와 소속 교수들에게 좋은 명성을 안겨주는 결과를 가져왔다.
마르질리우스의 영향으로 인해 대학교는 처음으로 유명론을 가르치게 되었다. 1412년에 하이델베르크 대학교에서 현실주의와 존 위클리프(John Wycliffe)의 가르침이 금지되었지만 이후 1454년경 학교는 현실주의를 가르치기로 결정함에 따라 양쪽 입장을 모두 받아들이게 되었다(ambae viae).
15세기 후반 총장이면서 주교였던 요한 폰 달베르크(Johann von Dalberg)는 스콜라 철학에서 인본주의적 문화로의 변화에 영향을 주었다. 특히 오래된 독일 인본주의 학교의 설립자인 루돌프 아그리콜라(Rudolph Agricola), 콘래드 켈트(Conrad Celtes), 야콥프 빔펠링(Jakob Wimpfeling), 요하네스 로이힐린(Johann Reuchlin) 등이 하이델베르크 대학교의 인본주의를 주도한 인물들이며, 빔펠링은 슈트라스부르크와 함께 김나지움을 인본주의 정신에 따라 개편하는 작업을 하였고 아그리콜라는 스콜라 철학을 비판하면서 새로운 학문을 연구하는 방법에 대하여 논의하였다. 이니아스 실비우스 피콜로미니(Aeneas Silvius Piccolomini)는 보름스(Worms)의 주임 신부 자격으로 하이델베르크 대학교의 학장이 되었고 후에 교황 비오 2세(Pope Pius II)가 된 뒤 그의 친분과 호의로 인본주의를 항상 지지하였다. 1482년 교황 식스토 4세(Pope Sixtus IV)는 교황의 특별허가를 통해 일반의학에 평신도와 기혼남성이 교수직에 임명되는 것을 허락하였다. 1553년 교황 율리우스 3세(Pope Julius III)는 기독교 교회의 수익(ecclesiastical benefice)을 종교인이 아닌 교수들에게 할당해주는 것을 허용했다.
1518년 4월 하이델베르크에서의 마틴 루터(Martin Luther)의 논쟁이 지속적으로 영향을 끼치면서 학자들 가운데 그의 지지자들은 곧 남서부 독일에서 선두적인 종교개혁론자(Reformationist)가 되었다. 개혁 신앙으로 발길을 돌린 팔츠 지역에서 선제후 오토 헨리(Otto Henry)는 하이델베르크 대학교를 칼뱅파 협회로 바꾸었다. 1563년 하이델베르크 대학교의 신학교 구성원들은 129개의 질문과 답변을 통해 칼뱅주의의 기본교리를 담은 하이델베르크 교리문답서(Heidelberg Catechism)를 펴냈다. 16세기가 지남에 따라 두드러진 학파의 하나로써 후기 인본주의가 칼팽주의 못지 않게 대두되었다. 그리하여 폴 세뎨(Paul Schede), 얀 그루터(Jan Gruter), 마르틴 오피츠(Martin Opitz), 마테우스 메리안(Matthäus Merian)과 같은인물들이 하이델베르크 대학교에서 강의를 하였다. 하이델베르크 대학교는 모든 대륙으로부터 학자들의 관심을 이끌면서 문화적, 학술적 중심지로 발달해 나갔다. 그러나 1618년 30년 전쟁의 시작으로 하이델베르크 대학교의 지적인 부가 감소하고 재정 상태가 나빠졌다. 1622년에 대성당 대학교(the University Cathedral)에서 당시 세계적으로 유명했던 하이델베르크 대학교의 팔츠 도서관(Bibliotheca Palatina)을 약탈하여 빼앗은 서적들을 로마로 가져갔다. 그 이후 1693년 거의 완전히 하이델베르크를 파괴하였던 루이 14세(King Louis XIV)의 군대에 의해 대학교를 복원하려는 노력이 수포로 돌아갔다.
후기 반종교개혁의 결과로 하이델베르크 대학교는 신교도적 성격을 잃고 예수회의 색깔을 띠게 되었다.1735년에 그 당시 도무스 빌헬미나(Domus Wilhelmina)라고 불리던 대학교 광장(University Square)에 올드 유니버시티(the Old University)가 건설되었다. 예수회의 노력으로 예비신학대학(the Seminarium ad Carolum Borromæum)이 설립되었고, 예비신학대학의 학생들도 하이델베르크 대학교에 등록되었다. 예수회(the Jesuit Order)가 억압받은 이후 이후 1773년 그들이 주도하던 대부분의 학교들은 프랑스의 라자리스트회(Lazarists) 신도들의 손에 넘어가게 되었다. 그들은 그 때부터 쭉 변질되었고 선제후 팔츠의 마지막 선거후(elector)였던 카를로스 테오드르(Charles Theodore)가 통치할 때까지 대학교 스스로도 명망을 계속 잃었다. 그는 모든 학부에 새로운 교수를 초빙하였으며 EAS(Electoral Academy of Science)와 같은 과학 연구소를 설립하였고 정치경제학 학교를 카이저슬라우테른(Kaiserslautern)에서 하이델베르크로 옮겨 정치경제학부로 통합시켰다. 그는 또한 예수회 회원 크리스챤 마이어(Christian Mayer)가 관리자로 있던 이웃도시 만하임(Mannheim)에 관측소(observatory)를 설치하였다. 하이델베르크 대학교의 4백번째 기념일과 연계하여 선제후 팔츠는 몇몇의 임관된 교수들이 준비해오던 개정된 학칙을 승인하였다. 하이델베르크 대학교의 재무, 즉 수입과 지출이 정리되었다. 그 당시 학생들의 숫자는 300명~400명 수준이었고 희년(jubilee year)에는 133명의 학생들이 공식적으로 대학생이 되었다. 프랑스 혁명으로 일어난 소동의 결과로, 특히 뤼네빌(Lunéville) 조약 때문에 하이델베르크 대학교는 라인 강의 왼쪽 기슭에 있던 모든 건물을 잃었고 대중들은 학교가 완전히 해체될 것이라고 예상하였다.

### 19세기와 20세기 초반
이러한 하락세는 1803년 바덴(Baden)의 통치자 카를 프리드리히(Karl Friedrich)가 하이델베르크 대학교를 국유 기관으로 복구한 이후에 멈추게 되었고 카를 프리드리히는 라인 강의 오른쪽 기슭에 위치해있던 팔츠의 일부를 배정받게 되었다. 1805년 그는 학교를 최초의 주립대학으로 개편하면서, 교명을 ‘루프레히트 카를 대학’으로 고쳤다. 이후 하이델베르크 대학교는 루프레히트 1세와 그의 이름을 함께 간직하게 된다. 카를 프리드리히는 대학을 다섯 개의 학부로 나누었고 스스로를 총장으로 임명하였는데 이것이 그의 후계자들에게도 이어졌다. 또한 이 때부터 교수어도 라틴어에서 독일어로 바뀌었다. 이 10년 동안 클레멘스 브렌타노(Clemens Brentano), 아힘 폰 아르님(Achim von Arnim), 루트비히 티크(Ludwig Tieck), 요셉 괴레스(Joseph Görres), 요셉 폰 아이헨도르프(Joseph von Eichendorff) 등의 주도 하에 하이델베르크에서 낭만주의(Romanticism)가 차츰 모습을 드러냈으며 연설, 시, 예술 부문에서 독일 중세 시대의 부활이 시작되었다.
독일 학생 협회가 큰 영향력을 행사하였는데 처음에는 그것이 애국적이었다가 나중엔 정치적으로 바뀌었다. 마침내 낭만주의가 끝난 이후 하이델베르크는 진보주의(Liberalism)와 더불어 독일 통일 찬성 운동의 중심지가 되었다. 역사학자 프리드리히 크리스토프 슐로써(Friedrich Christoph Schlosser)와 게오그크 거트프리드 게르비누스(Georg Gottfried Gervinus)는 정치사 분야에서 국가의 안내자였다. 하이델베르크 대학교는 건축장비 측면에서 의학과 자연과학, 특히 천문학의 현대적 과학 학교들이 본보기가 되었으며 영향력이 큰 법률학교로도 주목을 받았다. 하이델베르크 대학교는 전반적으로 미국의 인문대학들이 연구중심대학으로 변화에 영향을 주었는데 특히 그 당시 새롭게 설립되었던 존스 홉킨스 대학(Johns Hopkins University)의 롤모델이 되었다. 하이델베르크의 교수들은 포어메르츠기(Vormärz) 혁명의 중요 지지자였고 그들 중 상당수가 첫 자유 선거에 기반한 독일 의회인 1848년 프랑크푸르트(Frankfurt) 의회의 구성원이었다. 19세기 후반에 하이델베르크 대학교는 상당히 진보적이고 열린 정신을 수용했는데 이는 막스 베버(Max Weber), 에른트스 트윌치(Ernst Troeltsch) 등이 의도적으로 조성한 것이었다.
바이마르 공화국 시기에는 하이델베르크 대학교는 칼 야스퍼스(Karl Jaspers), 구스타프 라드브루흐(Gustav Radbruch), 마르틴 디벨리우스(Martin Dibelius), 알프레트 베버(Alfred Weber) 등이 만든 신조어 ‘민주적인 사고’의 중심지로 널리 알려졌다. 안타깝게도 하이델베르크 대학교는 나치 물리학자 필리프 레나르프(Philipp Lenard)을 배출하는 등 역사에 부정적 영향을 끼치기도 하였다. 진보적인 독일계 유대인 외무부 장관 발테 라테나우(Walther Rathenau)가 암살된 이후 필리프 레나르프는 연구소에 국기의 조기 게양을 거부했고 이는 공산주의를 지지하는 학생들에게 반발을 불러일으켰다. 한편 하이델베르크 대학교는 1900년 4월 28일부터 여학생에게도 교육의 문을 개방하였고, 1928년 이 학교 출신의 미국대사 셔먼이 미국과 독일에서 모금운동을 통해 모은 50만 달러를 들여 뉴 유니버시티 건물을 지었다. 1934년 게르투르드 폰 우비스크(Gertrud von Ubisch)가 이 대학에서 교수직을 받은 첫 여성이 되었다.

### 나치 시기
1933년에 제3제국의 출현으로 하이델베르크 대학교는 그 당시 다른 독일 대학교들처럼 나치를 지지하였다. 학교는 상당수의 직원들과 학생들을 정치적이고 인종적인 이유로 해고시켰다. 많은 반체제 인사들이 이민을 가야 했고 유대인과 공산주의 교수들 중 독일을 떠나지 않았던 사람들은 강제로 추방당했다. 또한 적어도 2명의 교수가 나치 테러의 직접적인 희생양이 되었다. 1933년 5월 17일에 하이델베르크 대학교 교수와 학생들은 대학 광장(Universitätsplatz)에서 분서(焚書)에 참여하였고 하이델베르크는 결국 국가사회주의독일노동자당을 지지하는 대학으로 악명 높아졌다. 뉴 유니버시티(the New University)의 정문 위에 새겨져 있던 글귀는 “살아있는 정신에게”에서 “독일 정신에게”로 바뀌었고 많은 교수들이 새로운 모토에 대해 경의를 표하였다.학교는 나치의 우생학에도 연관됐었다. 여성 병원에서 강제로 불임수술을 집행하였고 칼 슈나이더(Carl Schneider)가 당시 관리하던 정신병원에서는 T4 작전을 전개하였다.
2차 대전이 끝난 후 하이델베르크 대학교는 광범위한 비나치화(denazification)을 겪게 되었다.

### 연방 공화국 시기
하이델베르크가 세계 2차 대전 기간 피해를 입지 않았기 때문에 대학교의 재건이 다소 빠르게 현실화되었다. 콜레기움 아카데미(Collegium Academicum)의 설립으로 하이델베르크 대학교는 독일에서 처음이면서 오늘날까지 독일 내의 유일한 학생 자치회를 가지게 되었다. 새롭고 근본적인 정신적 개혁을 위해 카를 야스퍼스가 “진리, 정의 및 인본주의의 살아 있는 정신에게”라는 정신을 제시했다.
1960년대와 1970년대에 학교는 규모가 극적으로 커졌다. 이 시기에 하이델베르크 대학교는 독일 좌파 학생들의 주요 시위 장소가 되었다. 1975년에 막대한 경찰력은 총학생회를 체포하였다. 그 후 얼마 지나지 않아 주요 대학교 교내 부근에 위치해있던 진보적 대학인 콜레기움 아카데미에 700명이 넘는 경찰이 급습하여 건물이 최종적으로 폐쇄되기에 이르렀다. 도시 외곽 지역인 노이엔하이머 펠트(Neuenheimer Feld)에 의학, 자연과학 학부를 위한 넓은 캠퍼스가 조성되었다.
오늘날 하이델베르크 대학교에 등록한 학생 수는 대략 28,000명이다. 476명의 대학 특별 교수를 포함하여 4,196명의 전임 교수들이 있다. 2007년과 2012년에 또다시, 하이델베르크 대학교는 연방 교육연구부와 독일 연구 재단이 주관하는 심사에서 우수 대학교로 선발되었다. 2010년 미국 시사주간지 'US뉴스&월드리포트'가 선정 및 발표한 세계 대학 순위에서 독일 1위 대학, 유럽 14위 대학에 올랐다. 이는 특히 자금이 충분한 대학들 간의 작은 네트워크를 형성하여 독일의 대학 체제를 강화시켰고 앞으로 국제적으로 큰 관심을 끌 것으로 기대된다.

## 캠퍼스

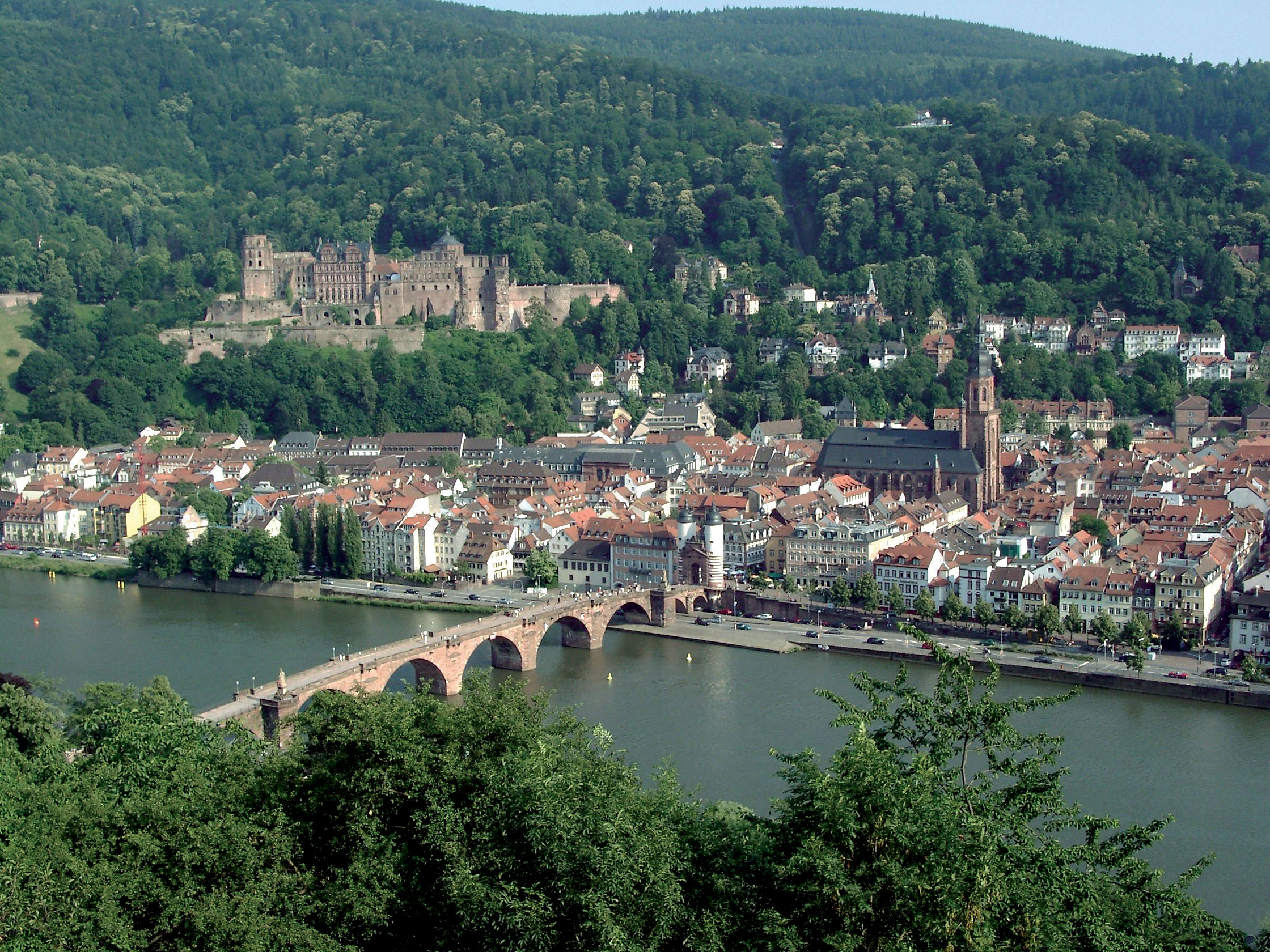
하이델베르크의 성, 네카어강을 포함한 전망

하이델베르크는 인구 14만 명이 거주하는 도시로서 라인-네카어강 지역(Rhein-Neckar-Dreieck)에 위치해 있다. 만하임에서 만나는 라인강과 네카어강의 이름을 따서 만들어진 이 명칭은 독일의 서남쪽의 만하임, 루드빅스하펜 및 하이델베르크 외의 몇 개의 작은 중소도시를 아우르는 지역을 가리킨다. 지역 전체는 인구 240만명 정도를 포괄한다. 하이델베르크는 프랑크푸르트 공항에서 열차로 40분 가량의 거리이다. 하이델베르크는 낭만주의의 발상지로 유명하며 이 곳의 오래된 구 시가지와 성은 독일에 온 관광객들이 가장 많이 찾는 명소이기도 하다.
하이델베르크 대학의 캠퍼스는 세 곳이 있으며 인문학과 사회과학의 학부와 연구소가 있는 하이델베르크 구 시가지 캠퍼스, 자연과학과 대학병원을 포함한 의학과가 있는 노이엔하이머 펠드 캠퍼스, 2009년에 기존 구 시가지 캠퍼스에 있던 경제학, 정치학, 사회학 연구소가 옮겨진 하이델베르크-베르크하임 캠퍼스로 나뉘어있다.

### 하이델베르크 구 시가지 캠퍼스
속칭 the New University는 구 시가지 캠퍼스의 핵심적인 건물로 캠퍼스 내 도서관과 본부 쪽에 위치해있다. 1931년에 공식적으로 개방되었으며 당시 하이델베르크 대학의 졸업생이자 주독 미국 대사인 Jacob Gould Schurman의 모금 캠페인을 통해 상당한 금액의 기부금으로 설립되었다.
이 곳에서는 새로운 강당, 많은 수의 크고 작은 교실과 세미나실을 수용하고 있으며 대부분은 인문학과 사회과학 학부생들을 위해 사용되고 있다

### 노이엔하이머 펠드 캠퍼스
노이엔하이머 펠드 지역에 있는 이 캠퍼스는 하이델베르크 대학의 가장 큰 캠퍼스이자 독일 자연과학 계열 중 최대의 규모를 자랑한다. 모든 자연과학의 학부 및 연구소와 의학과 및 하이델베르크 대학 병원, 과학 분야 도서관이 이곳에 위치해있으며 대부분의 기숙사와 체육시설 또한 이 곳에서 찾을 수 있다. German Cancer Research Center (독일의 국립 암 연구소) 나 Max-Planck-Institutes (자연과학, 예술, 인문학 등 다양한 분야를 포함하는 독일의 연구소로 초대 회장인 이론 물리학자 Max Planck의 이름을 따왔으며 이 캠퍼스에는 자연과학과 관련된 연구소가 있다.) 와 같은 연구소가 이곳에 있다. 물리학과 천문학의 학부는 이 캠퍼스에서 네카어강 너머로 2km쯤 떨어진 곳에 위치해 있고 이 곳에 관측시설 또한 포함하고 있다.

### 하이델베르크-베르크하임 캠퍼스
하이델베르크-베르크하임에 위치한 캠퍼스로 2009년에 기존 구 시가지 캠퍼스에 있던 경제학, 정치학, 사회학 연구소가 이곳으로 옮겨졌으며 대부분의 현대 자료가 이 곳의 도서관에 보관되어있다.

### 도서관
하이델베르크 대학의 도서관은 83곳의 다양한 학부와 연구실의 도서관으로 분산되어있는데 이를 모두 합치면 320만권의 책 외에도 50만장의 필름이나 테이프와 같은 미디어 자료, 1만권 정도의 과학 학술지, 6600권의 원고, 1800권의 incunabula (서양에서 15세기에 활자로 인쇄된 책), 11만 장의 자필서명 등이 보관되어 있을 정도로 그 규모가 상당히 크며 그만큼 독일에서 가장 많은 사람들이 찾는 (연간 140만권 정도의 책이 대여된다.) 도서관이기도 하다.

## 학생들의 생활

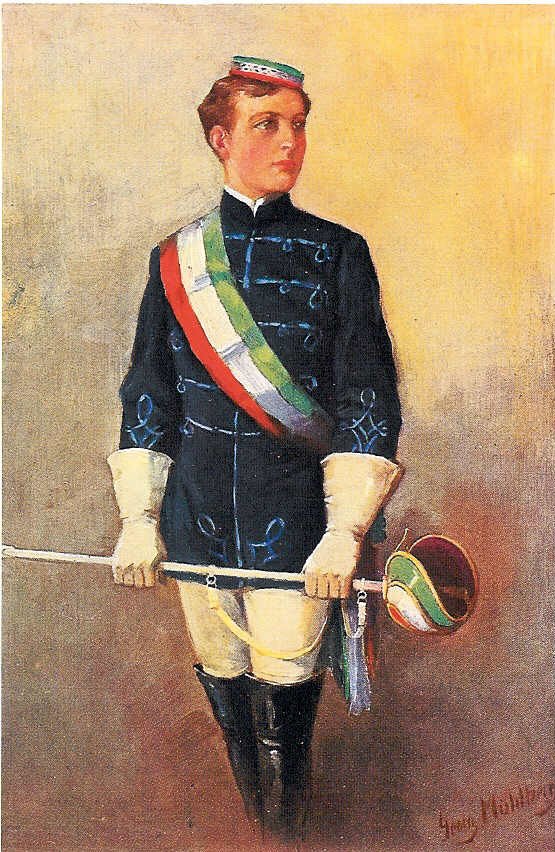
Corporation 회원들의 전통 의상

하이델베르크 대학에서는 다양한 운동을 즐길 수 있는 기회가 학생들에게 주어진다. 그 예로 16개의 코트 스포츠 (축구, 배구와 같은) 팀이 있으며 11가지의 무술 강좌, 26가지의 체력 단련 강좌, 9가지의 건강 스포츠 (수중 스포츠, 요가와 같은) 혹은 12 종류의 춤을 배울 수도 있다. 그 외에도 승마, 보트타기, 조정, 스키, 육상, 수영, 펜싱, 경주 그리고 곡예나 체조와 같은 쉽게 접하기 어려운 운동을 무료로 즐길 수 있다. 하이델베르크 대학의 육상부는 정기적으로 대학 대회에서 좋은 성적을 내고 있으며, 농구부는 13번의 우승으로 기록을 보유하고 있다. 그 외에도 축구, 배구, 승마, 유도, 가라데 등에서 좋은 성적을 내고 있을 정도로 그 수준 또한 높다. 운동 뿐만이 아니라 학생회, 연극부, 오케스트라, 합창단, 미디어부, 국제학생모임, 체스모임, 토론모임, 상담모임 등의 다양한 분야에서도 대학의 지원을 받는다. 하이델베르크의 학생 신문 “ruprecht”는 1만 부 이상을 발행하고 있으며 최근에는 대학 언론 수상식에서 최고의 자리에 오르기도 했다. 하이델베르크 대학은 34개의 대학 corporations을 관리하기도 한다. Corporation의 회원들은 의례행사 때 색깔이 있는 모자와 리본으로 격식을 갖추기도 하고 펜싱 대결을 통해 수련을 하며 전통을 지키고 친구들과 우정을 쌓는다.

## 조직
하이델베르크 대학교의 운영은 현 총장인 Bernhard Eitel을 중심으로 이루어진다. 현 하이델베르크 대학의 총장실은 1명의 총장과 4명의 부총장 그리고 교무과장으로 구성되며 현 조직 구성은 아래와 같다.
총장
Prof. Dr. Bernhard Eitel
연구,조직 부총장
Prof. Dr. A. Stephen K. Hashmi
국제협력 부총장
Prof. Dr. Dieter W. Heermann
품질개발 부총장
Prof. Dr. Óscar Loureda Lamas
학생사무 및 교수 부총장
Prof. Dr. Beatrix Busse
교무과장
Dr. Angela Kalous

### 대학 평의회
대학평의회는 대학의 자치입법 기구이다. 총장과 부총장, 교무과장 등이 직권에 의하여 평의회를 구성하며 각 학과의 학과장과 대학병원의 CEO, Equal opportunity officer 등이 참가하며 20명의 기타 의원은 4년 임기로 선출한다.

### 대학 심의회
대학심의회는 대학 운영의 고문 역할을 수행한다. 대학에 관한 독일 주법에 따르면 심의회는 대학의 전략 수립과 경쟁력 강화를 위한 고문활동을 한다. 2006년 이래로 현 심의회는 7명의 의원으로 구성되어 있다. 주요 업무로는 1) 대학총장과 교무과장의 지명 2) 대학의 조직구성과 발전계획 수립 3) 대학과 병원의 예산승인 등이 있다. 1년에 최소 4회의 개회를 원칙으로 하고 있다.

### 학부
2003년의 조직 개편 이후, 하이델베르크 대학은 12개의 학부로 구성되어 있다. Bologna process(유럽국가들의 교육제도 단일화)의 결과로 대부분의 학부들이 현재 학사(bachelor), 석사(master), 박사(Ph.d) 학위를 제공하고 있다. 법학, 의학, 치의학과 약학 학부는 bologna process와 별도로 독일 Baden-Württemberg. 주에서 주관하는 시험을 통과하여야 한다.
학부의 구성은 아래와 같다.
- 생명과학부
- 화학•지구과학부
- 수리•컴퓨터과학부
- 물리•천문학부
- 철학부
- 의학부(Mannheim)
- 현대언어학부
- 신학부
- 법학부
- 경제•사회과학부
- 행동•문화학부
- 의학부(Heidelberg)

## 학사 자료

### 학생 통계
하이델베르크 대학은 현재 15,000명 이상의 교직원이 재직중이다. 31000명 이상이 재학중이며(12/13 겨울학기 기준) 그중 약 6,000명이 외국인 학생이다
.

### 학교 순위
- 하이델베르크 대학은 2013년까지 노벨상수상자 수로 순위를 매겼을 때, 세계에서 13등, 유럽에서 4등, 독일 내에서 1등이다.
- 2012년 뉴욕타임즈 대학평가에 따르면 고용부문에서 하이델베르크 대학은 12등을 기록하였다.
- 2013년 미국 QS대학 평가에서 종합 50등을 기록하였고, 독일에서 1등, 유럽에서 14등을 기록하였다. 세부 학문 분야에 있어서는 생명과학에서 세계29등, 의학분야에서 36등, 인문,예술 분야에서 39등을 기록하였다
- 2013년 상하이 Jiao Tong 대학의 세계대학 평가에서 하이델베르크 대학은 국내 2등, 유럽에서 14등, 세계에서 54등을 기록하였다.

### 학사 구성
학사년도는 여름과 겨울 두학기로 구성된다. 겨울학기는 10월에 시작해 3월에 끝난고 여름학기는 4월에 시작해 9월에 끝난다. 일반적으로 학생들은 겨울학기 나 여름학기를 자유롭게 선택해 학사년도를 시작할 수 있지만 몇 몇과는 겨울학기에만 시작할 수 있다. 하이델베르크 대학교는 표준적으로 학사과정에 6학기, 석사과정에 4학기, 박사과정에 6학기를 요구하고 있다.

### 입학
2006/2007 겨울학기에 하이델베르크 대학은 3,926개의 학부과정을 개설하였다. 학부 총 합격률은 16.3%였으며 가장 높은 경쟁률을 보인 과로는 의학, 분자 생명공학,정치학, 법학 등이 있으며 각각 3.6% 3.8% 7.6% 9.1%의 합격률을 기록하였다. 입학과정은 대학입학시험인 Abitur의 점수를 반영하며 Abitur와 동등한 시험의 성적도 인정하고 있다. Abitur와 동등한 수준의 입학시험 성적을 보유하지 않은 학생의 경우 대학에서 실시하는 시험을 치루게 된다. 외국인 학생들에게는 입학요건으로 일정 수준의 독일어 (또는 영어로 개설된 과정을 통해 입학하는 경우 영어) 시험성적을 요구하고 있으며 석사와 박사과정 학생들도 어학 시험을 통과하여야 입학할 수 있다. EU와 EEA(European Economic AREA) 회원국의 학생들은 독일학생들과 입학에 있어 똑 같은 규정을 적용 받게 된다. 또 비회원국의 학생이라도 대학 입학 종합 자격(Abitur)시험을 통해 입학 자격을 보유하고 있다면 똑 같은 조건하에 입학 할 수 있다.
하이델베르크대학의 겨울학기를 위한 지원기간은 6월1일에서 7월15일 여름학기를 위한 지원기간은 12월1일에서 1월15일까지이다.

### 비용
대부분의 유럽국가와 같이 독일 정부는 사회 경제적 배경과 관계없이 많은 장학금을 제공하고 있다. 독일은 2006년 6개 주에서 대학교 등록금을 도입했으나 차례로 폐지하고 2012년부터 독일의 모든 주는 대학교 등록금을 철폐하였다. 평균적인 캠퍼스 내 기숙사의 사용료는 2200~3000 유로 사이다. 2013년 영국의 다국적 은행 HSBC가 인기 있는 유학대상국 13개국의 유학비용을 분석한 결과 독일은 13개 국가중 13위를 차지해 저렴한 비용으로 유학을 할 수 있는 나라라는 결과가 나왔다. 이 조사에 따르면 독일의 유학비용은 1년에 5650달러 수준으로 1위인 호주의 38000달러의 1/6 수준에 해당한다.

### 국제 협력
하이델베르크 대학은 현재 200개 넘는 전세계의 대학과 교환학생 프로그램을 진행하고 있으며 19개의학교와 파트너쉽 관계를 유지하고 있다.

### 유학생 지원 프로그램
- 하이델베르크 대학은 유학생의 현지적응을 돕기 위해 매학기 초 유학생을 위한 오리엔테이션을 진행하고 있다.
- 하이델베르크 대학은 유학생의 현지 학교생활의 빠른 적응을 돕기 위해 버디프로그램을 운영하고 있다.
- 하이델베르크 대학은 매학기 국제관계처의 주관하에 워크샵과 튜토리얼 프로그램을 유학생들의 학교생활을 지원하기 위해 시행하고 있다. 이 과정에서 학생들은 독일어 뿐만 아니라 학생들의 문화적 배경의 차이에 대한 교육도 시행하고 있다.

## 저명한 동문

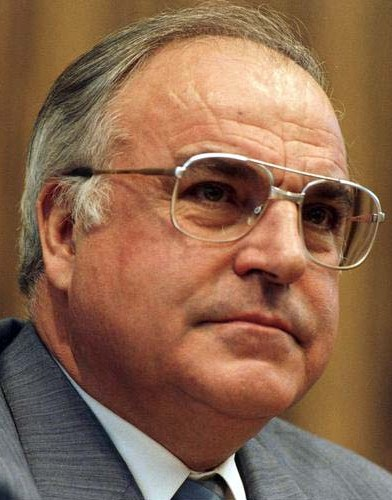
헬무트 콜 (1930~2017) 전 독일 총리로 독일의 통일을 이끈 일명 ‘통일 총리’로 불린다.

하이델베르크 대학의 동문과 교수출신 중에는 학문 분야에 있어 선구적인 발견한 사람이 여럿 있다. 이중에는 국제적으로도 저명한 철학자, 시인, 법조인, 신학자, 자연 및 사회 과학자가 있다. 특히 무려 55명의 노벨상 수상자와 2명의 미국 아카데미상 수상자가 본교를 거쳐가거나 본교에서 재직했다. 이중 8명의 노벨상 수상자는 하이델베르크 대학 재직 중 수상을 했다.
수많은 독일 수상을 포함하여 많은 독일의 고위 공직자들이 본교에서 수학하였다. 특히, 독일의 통일을 이끌었던 헬무트 콜 전 독일 총리 역시 본교 출신이다. 독일 외에도 전·현직 벨기에, 불가리아, 그리스, 니카라과, 세르비아, 태국의 수상 및 영국의 왕태자, NATO 사무총장, 그리고 국제 평화국의 사무총장 역시 본교에서 배출하였다. 노벨 평화상 수상자 샤를 고바와 오귀스트 베르나르트도 본교 출신이다.
본교와 관련된 종교계의 유명 인사로는 교황 피오 2세와 많은 추기경들은 물론 종교 개혁을 이끈 필립 멜랑톤 등이 있다.
본교와 관련된 유명 법조인들로는 국제사법재판소장, 두 명의 유럽인권재판소장, 국제해양법재판소장, 국제범죄재판소 부소장 등 많은 국제 법률 기관의 수장 및 주요 인사가 있다. 많은 기업인들 또한 하이델베르크 대학에서 수학하였다.
대표적인 기업인으로는 ABB 그룹, BASF, BDA, 다임러 벤츠, 도이체방크 등 수많은 세계적인 기업들의 창업자가 있다.
예술 분야의 출신자로는 고전주의 작곡가 로베르트 알렉산더 슈만, 철학자 루드비히 포이에르바하, 작가 장 파울, 노벨 문학상 수상자 카를 프리드리히 게오르크 슈피텔러 등이 있다. “심리학의 아버지”로 불리는 빌헬름 분트, “물리화학의 아버지”로 불리는 조사이어 윌러드 기브스, 그리고 주기율표를 최초로 만든 드미트리 멘델레예프, 대륙이동설을 주장했던 알프레트 베게너 역시 본교가 내세우는 저명한 학자들이다.
게오르크 빌헬름 프리드리히 헤겔을 포함한 많은 철학자들과 분젠과 같은 선구적 과학자들, 그리고 현대사회학의 아버지로 불리는 막스 베버 모두 본교의 교수로 재직하였다. 현재 재직 중인 교수진 중에도 노벨 생리학·의학상 수상자 베르트 자크만(1991), 하랄트 추어 하우젠(2008) 등이 있다.